# Marcello De Cecco
Marcello De Cecco (Roma, 17 settembre 1939 – Roma, 3 marzo 2016) è stato un economista italiano.

## Biografia
Nacque a Roma il 17 settembre 1939, figlio di Vincenzo De Cecco, ingegnere presso il comune di Lanciano.
Laureato in Giurisprudenza all'Università di Parma, si è successivamente laureato in economia all'Università di Cambridge, dove ha poi conseguito un PhD ed un master of arts in economia. Ha contribuito a fondare la facoltà di Scienze Economiche e Bancarie di Siena, dove ha insegnato tra il 1968 e il 1979. Ha successivamente insegnato all’European University Institute (1979-1986) e all’Università di Roma La Sapienza (1986-2003). Dal 2003 è stato ordinario di Storia della Finanza e della Moneta alla Scuola normale di Pisa, poi professore emerito fuori ruolo dal novembre 2009 e, dal 2011, anche docente alla LUISS “Guido Carli” di Roma. Ha ricoperto il ruolo di visiting professor negli atenei di Harvard, Oxford, Berkeley, e presso l’École normale d’administration di Parigi ed ha avuto affiliazioni con l’Institute of Advanced Study di Princeton, il Wissenschaftkolleg zu Berlin e l’Institute for New Economic Thinking.
Ha collaborato anche con numerose altre istituzioni, quali ad esempio l’Ufficio ricerche storiche della Banca d’Italia, l’Ufficio studi del Fondo monetario internazionale, la Banca nazionale del Lavoro, e la Presidenza del Consiglio dei Ministri, nell’ambito del consiglio dei consulenti economici. È stato membro del consiglio di amministrazione di diversi istituti di credito. Attraverso la sua attività di editorialista per La Repubblica e altre testate giornalistiche, ha condiviso generosamente la sua conoscenza e la sua visione del mondo con il pubblico più ampio.
Le sue attività di ricerca hanno riguardato principalmente l’intersezione fra teoria, politica e storia dei mercati monetari e finanziari, nonché, in tempi più recenti, l’analisi della genesi e del funzionamento dei mercati..
De Cecco ha scritto di argomenti economici su diverse testate giornalistiche italiane (la Repubblica, Affari&Finanza).
Nel 2007 ha fatto parte del Comitato Promotore del Partito Democratico. È stato insignito dall'Università degli Studi "Gabriele d'Annunzio" dell'Ordine della Minerva.
La città di Lanciano gli ha dedicato una rassegna annuale di riconoscimenti dal titolo "Premio Marcello De Cecco". La biblioteca privata di giurisprudenza è conservata nel Palazzo degli Studi di Lanciano, e costituisce il Fondo De Cecco.

## Principali pubblicazioni

### Opere di Marcello De Cecco
- Saggi di politica monetaria, Milano, 1968
- Money and Empire: the international gold standard, 1890-1914, Oxford, 1974
- L'Italia e il sistema finanziario internazionale, 1919-1936, Laterza, Bari, 1993
- L'oro in Europa: monete, economia e politica nei nuovi scenari mondiali, Donzelli, Roma, 1999
- L'economia di Lucignolo. Opportunità e vincoli dello sviluppo italiano, Donzelli, Roma, 2000
- La BNL dal dopoguerra agli anni sessanta, Firenze, 2002
- Gli anni dell'incertezza, Laterza, Bari, 2007
- Ma che cos'è questa crisi. L'Italia, l'Europa e la seconda globalizzazione (2007-2013)., Donzelli, Roma, 2013

### Opere in onore di Marcello De Cecco
- F.R. Pizzuti, "Marcello de Cecco e l’Euro", in "Economia e Lavoro", Anno LI, n. 1, gennaio-aprile 2017.